# Dein unbekannter Bruder
Dein unbekannter Bruder ist eine deutsche Literaturverfilmung der DEFA von Ulrich Weiß aus dem Jahr 1982. Er beruht auf dem gleichnamigen Roman von Willi Bredel.

## Handlung
Hamburg im Jahr 1935: Der Antifaschist Arnold Clasen ist gerade aus dem KZ entlassen worden. Er verdient sein Geld als Filmvorführer und lebt ansonsten vollkommen zurückgezogen. Er ahnt, dass er unter besonderer Beobachtung steht und ist erstaunt, als ihm statt seines sonstigen Vertrauensmanns Stefan plötzlich der ihm unbekannte Walter als Verbindungsmann gegenübersteht.
Die Aktionen der Antifaschisten werden immer wieder im Keim erstickt. Als ein NS-Mann in einer Fabrik erscheint und sich die Arbeiter mit ihren Beschwerden an ihn richten sollen, wagt es einer tatsächlich und wird verhaftet. Eine Flugblattaktion im gleichen Betrieb wird bereits vor Schichtbeginn gemeldet und untersucht, genauso wie auf dem Betriebsdach eine rote Fahne gehisst wurde und auch dieser Vorfall den Behörden bekannt ist.
Als immer öfter Antifaschisten aus Walters Gruppe verhaftet werden, begibt dieser sich zum Kopf der Gruppe Stefan und äußert den Verdacht, dass Walter ein Maulwurf sein könnte. Arnold hatte Walter vor einiger Zeit während einer Verhaftung von Arbeitern im Hafen gesehen und obwohl er von mehreren Polizisten gestellt wurde, gelang ihm die Flucht. Stefan jedoch verweist auf die langzeitige proletarische Gesinnung Walters, die ein Überlaufen zu den Nazis quasi unmöglich mache. In Wirklichkeit ist Walter jedoch ein Spitzel der Nazis und verrät Arnold an seine Kontaktmänner, auch wenn er psychisch nicht mehr in der Lage ist, seiner Aufgabe als Spitzel weiterhin nachzukommen. Arnold wird verhaftet. Walter wiederum wird von den Genossen in eine abgelegene Fischerhütte geholt und dort als Spion des Feindes gestellt. Nach anfänglichem Leugnen gibt Walter angesichts der Neuigkeit von der Verhaftung Arnolds seine Spionagetätigkeit zu. Er wird allein in der Ödnis zurückgelassen.

## Produktion
Der Film beruht auf dem Roman Dein unbekannter Bruder von  Willi Bredel. Die Handlung wurde jedoch in einigen Aspekten verändert. War im Buch der Verräter ein in die Widerstandsgruppe eingeschleuster Nazi, so ist er im Film ein Mann aus den eigenen Reihen, was Kritik einbrachte. Wird der Nazi am Ende erschossen, musste der Täter auf Geheiß der Abteilung Kultur des ZK der SED am Leben bleiben.
Der Film feierte am 13. Mai 1982 im Berliner Colosseum Premiere und kam am nächsten Tag in die Kinos der DDR. Er lief anschließend auf dem Filmfestival Max Ophüls Preis in Saarbrücken und wurde nach der dortigen Aufführung für die Internationalen Filmfestspiele von Cannes nominiert. Dies wurde unter anderem im Neuen Deutschland verkündet; zudem arbeitete man bereits an einer untertitelten Fassung. Hermann Axen, zu der Zeit Mitglied des Politbüros, lehnte den Film jedoch ab mit dem Hinweis, dass „wir nicht so waren“, woraufhin der Beitrag für Cannes gestrichen wurde. Der Film erhielt eine Exportsperre und wurde nach kurzer Zeit auch aus den Kinos genommen.
Im Film sind Szenen aus den Spielfilm Regine (Regie: Erich Waschneck) und dem NS-Propagandafilm Triumph des Willens (Regie: Leni Riefenstahl) zu sehen.

## Kritik
Die zeitgenössische Kritik meinte, dass „Ulrich Weiß […] einen Film über Leben im Faschismus gemacht [habe], der keine Wiederholung früherer thematischer Versuche in unserer Kinematographie ist. Ein anderer individueller Zugang wird gesucht, Fragen einer Generation brechen auf, die den deutschen Faschismus nicht mehr selbst erlebt hat.“ Kritik kam unter anderem von früheren kommunistischen Widerstandskämpfern, die am Film den Verräter in den eigenen Reihen kritisierten: „Wir haben für unsere kommunistischen Ideale auch unter den schwierigsten Bedingungen gekämpft, von der Gewißheit überzeugt, daß der Sieg unser sein wird. Kurzum: trotz des guten Willens der Künstler, den Stoff zu bewältigen, wobei sie viel Mühe aufwandten – der Grundtenor des Films kann nicht befriedigen.“
Für das Lexikon des internationalen Films war Dein unbekannter Bruder ein „[p]sychologisches Drama, das großes Stilempfinden und Experimentierfreude verrät und sich auf die Wirkung seiner intensiven, gelegentlich stark überhöhten Bilder verlässt.“
Cinema nannte den Film „psychologisch ausgefeilt.“

## Auszeichnungen
Dein unbekannter Bruder erhielt auf dem 2. Nationalen Spielfilmfestival der DDR in Karl-Marx-Stadt 1982 eine Anerkennung für Regie, Kamera und Szenografie in dieser extra eingeführten Sonderkategorien, da der Film auf offizielle Weisung hin nicht als bester Film ausgezeichnet werden durfte.
Im Jahr 2005 wurde Dein unbekannter Bruder im Rahmen der DEFA-Retrospektive Rebels with a Cause im Museum of Modern Art in New York gezeigt.